# La Chavanne
La Chavanne is een gemeente in het Franse departement Savoie (regio Auvergne-Rhône-Alpes) en telt 393 inwoners (1999). De plaats maakt deel uit van het arrondissement Chambéry.

## Geografie
De oppervlakte van La Chavanne bedraagt 3,1 km², de bevolkingsdichtheid is 126,8 inwoners per km².
De onderstaande kaart toont de ligging van La Chavanne met de belangrijkste infrastructuur en aangrenzende gemeenten.

## Demografie
Onderstaande figuur toont het verloop van het inwonertal (bron: INSEE-tellingen).

1. ↑  Populations de référence 2022.